# Cartea
Cartea (en grec antic: Καρθαῖα, Karthaia) fou una ciutat de l'antiga Grècia situada a l'illa de Ceos. Era una població marítima de la costa oriental de l'illa, mirant cap a Citnos. Les restes de la ciutat es troben a uns 15 km al sud de Iulis, la capital, davant la platja de Poles.
Cartea fou una de les quatre polis de l'illa de Ceos, juntament amb Corèsia, Peessa i Iulis. A final del segle v aC, totes quatre s'organitzaren en una federació de polis a efectes de política exterior, però mantengueren la seva independència. En temps d'Estrabó, al segle i aC, depenia Peessa era despoblada o, en qualsevol cas, el seu territori depenia de Cartea.
Les seves restes varen ser investigades per primera vegada en 1811 per l'arqueòleg danès Peter Oluf, que va descobrir diverses inscripcions. Posteriorment s'han realitzat diverses campanyes d'excavacions: l'any 1902 van ser dirigides per l'Escola Arqueològica Francesa. Les institucions gregues van dirigir altres campanyes que van tenir lloc a la dècada de 1960, en el període 1987-1995 i en el període 2002-2008.